# 梅里登 (堪薩斯州)
梅里登（英語：Meriden）是一個位於美國堪薩斯州傑佛遜縣的城市。

## 地方資料
根據2020年美國人口普查的數據，梅里登的面積為1.98平方千米，當中陸地面積為1.96平方千米，而水域面積為0.02平方千米。當地共有人口744人，而人口密度為每平方千米375.76人。